# George Kruis
George Kruis (* 22. Februar 1990 in Guildford) ist ein englischer Rugby-Union-Spieler. Er spielt als Zweite-Reihe-Stürmer für die englische Nationalmannschaft, die British and Irish Lions und die Saracens.

## Kindheit und Ausbildung
Kruis ging auf die St John’s School in Leatherhead (Surrey) und begann beim Dorking RFC als Siebenjähriger mit Rugby, zunächst als Außendreiviertel. Er spielte auch für die U18-Auswahl Londons. 2010 nahm er mit der englischen Nationalmannschaft an der Juniorenweltmeisterschaft teil.

## Karriere

### Verein
Kruis spielte erstmals in der Saison 2009/10 in der English Premiership für die Saracens, für die er bis heute aktiv ist. Er gewann mit dem Team 2011, 2015, 2016, 2018 und 2019 den Meistertitel. 2016, 2017 und 2019 gewann er zudem den European Rugby Champions Cup, den höchsten europäischen Vereinswettbewerb.

### Nationalmannschaft
Kruis gab sein Nationalmannschaftsdebüt im November 2014 gegen Neuseeland. Er wurde für die Weltmeisterschaft 2015 nominiert und kam in zwei Spielen als Einwechselspieler  zum Einsatz. Seinen ersten Versuch legte er bei den Six Nations 2016 gegen Schottland. England konnte bei diesem Turnier den Grand Slam gewinnen. Kruis stand bei allen fünf Partien in der Startaufstellung. 2017 wurde er für die British and Irish Lions nominiert und kam im ersten Spiel der Testserie gegen Neuseeland zum Einsatz. 2019 wurde er für seine zweite Weltmeisterschaft nominiert.